# Lista de alcanos de cadeia linear
A lista a seguir é de alcanos de cadeia linear e ramificados e seus nomes comuns, ordenados por número de átomos de carbono.
| Números de átomos de C | Números de isômeros | Fórmula  | Nome da cadeia linear | Sinônimos                                                        |
| ---------------------- | ------------------- | -------- | --------------------- | ---------------------------------------------------------------- |
| 1                      | 1                   | CH4      | Metano                | gás do pântano; hidreto de metila; gás natural                   |
| 2                      | 1                   | C2H6     | Etano                 | dimetilo; hidreto de etila; metil metano                         |
| 3                      | 1                   | C3H8     | Propano               | dimetil metano; hidreto de propila                               |
| 4                      | 2                   | C4H10    | n-Butano              | hidreto de butila; metil etil metano                             |
| 5                      | 3                   | C5H12    | n-Pentano             | hidreto de amila; Skellysolve A                                  |
| 6                      | 5                   | C6H14    | n-Hexano              | dipropilo; Gettysolve-B; Hidreto de hexila; Skellysolve B        |
| 7                      | 9                   | C7H16    | n-Heptano             | dipropil metano; Gettysolve-C; hidreto de heptila; Skellysolve C |
| 8                      | 18                  | C8H18    | n-Octano              | dibutilo; hidreto de octila                                      |
| 9                      | 35                  | C9H20    | n-Nonano              | hidreto de nonila; Shellsol 140                                  |
| 10                     | 75                  | C10H22   | n-Decano              | hidreto de decila                                                |
| 11                     | 159                 | C11H24   | n-Undecano            | hendecano                                                        |
| 12                     | 355                 | C12H26   | n-Dodecano            | adakane 12; bihexilo; dihexilo; duodecano                        |
| 13                     | 802                 | C13H28   | n-Tridecano           |                                                                  |
| 14                     | 1858                | C14H30   | n-Tetradecano         |                                                                  |
| 15                     | 4347                | C15H32   | n-Pentadecano         |                                                                  |
| 16                     | 10359               | C16H34   | n-Hexadecano          | cetano                                                           |
| 17                     | 24894               | C17H36   | n-Heptadecano         |                                                                  |
| 18                     | 60523               | C18H38   | n-Octadecano          |                                                                  |
| 19                     | 148284              | C19H40   | n-Nonadecano          |                                                                  |
| 20                     | 366319              | C20H42   | n-Eicosano            | didecilo                                                         |
| 21                     | 910726              | C21H44   | n-Heneicosano         |                                                                  |
| 22                     | 2278638             | C22H46   | n-Docosano            |                                                                  |
| 23                     | 5731580             | C23H48   | n-Tricosano           |                                                                  |
| 24                     | 14490245            | C24H50   | n-Tetracosano         | tetracosano                                                      |
| 25                     | 36797588            | C25H52   | n-Pentacosano         |                                                                  |
| 26                     | 93839412            | C26H54   | n-Hexacosano          | cerano; hexeicosano                                              |
| 27                     | 240215803           | C27H56   | n-Heptacosano         |                                                                  |
| 28                     | 617105614           | C28H58   | n-Octacosano          |                                                                  |
| 29                     | 1590507121          | C29H60   | n-Nonacosano          |                                                                  |
| 30                     | 4111846763          | C30H62   | n-Triacontano         |                                                                  |
| 31                     | 10660307791         | C31H64   | n-Hentriacontano      | untriacontano                                                    |
| 32                     | 27711253769         | C32H66   | n-Dotriacontano       | dicetilo                                                         |
| 33                     | 72214088660         | C33H68   | n-Tritriacontano      |                                                                  |
| 34                     | 188626236139        | C34H70   | n-Tetratriacontano    |                                                                  |
| 35                     | 493782952902        | C35H72   | n-Pentatriacontano    |                                                                  |
| 36                     | 1295297588128       | C36H74   | n-Hexatriacontano     |                                                                  |
| 37                     | 3404490780161       | C37H76   | n-Heptatriacontano    |                                                                  |
| 38                     | 8964747474595       | C38H78   | n-Octatriacontano     |                                                                  |
| 39                     | 23647478933969      | C39H80   | n-Nonatriacontano     |                                                                  |
| 40                     | 62481801147341      | C40H82   | n-Tetracontano        |                                                                  |
| 41                     | 165351455535782     | C41H84   | n-Hentetracontano     |                                                                  |
| 42                     | 438242894769226     | C42H86   | n-Dotetracontano      |                                                                  |
| 43                     | 1163169707886427    | C43H88   | n-Tritetracontano     |                                                                  |
| 44                     | 3091461011836856    | C44H90   | n-Tetratetracontano   |                                                                  |
| 45                     | 8227162372221203    | C45H92   | n-Pentatetracontano   |                                                                  |
| 46                     | 21921834086683418   | C46H94   | n-Hexatetracontano    |                                                                  |
| 47                     | 58481806621987010   | C47H96   | n-Heptatetracontano   |                                                                  |
| 48                     | 156192366474590639  | C48H98   | n-Octatetracontano    |                                                                  |
| 49                     | 417612400765382272  | C49H100  | n-Nonatetracontano    |                                                                  |
| 50                     | 1117743651746953270 | C50H102  | n-Pentacontano        |                                                                  |
| 51                     | 2.99466×1018        | C51H104  | n-Henpentacontano     |                                                                  |
| 52                     | 8.03108×1018        | C52H106  | n-Dopentacontano      |                                                                  |
| 53                     | 2.15578×1019        | C53H108  | n-Tripentacontano     |                                                                  |
| 54                     | 5.79192×1019        | C54H110  | n-Tetrapentacontano   |                                                                  |
| 55                     | 1.55745×1020        | C55H112  | n-Pentapentacontano   |                                                                  |
| 56                     | 4.1915×1020         | C56H114  | n-Hexapentacontano    |                                                                  |
| 57                     | 1.12894×1021        | C57H116  | n-Heptapentacontano   |                                                                  |
| 58                     | 3.04304×1021        | C58H118  | n-Octapentacontano    |                                                                  |
| 59                     | 8.20862×1021        | C59H120  | n-Nonapentacontano    |                                                                  |
| 60                     | 2.21587×1022        | C60H122  | n-Hexacontano         |                                                                  |
| 61                     | 5.98581×1022        | C61H124  | n-Henhexacontano      |                                                                  |
| 62                     | 1.61806×1023        | C62H126  | n-Dohexacontano       |                                                                  |
| 63                     | 4.37672×1023        | C63H128  | n-Trihexacontano      |                                                                  |
| 64                     | 1.18462×1024        | C64H130  | n-Tetrahexacontano    |                                                                  |
| 65                     | 3.20829×1024        | C65H132  | n-Pentahexacontano    |                                                                  |
| 66                     | 8.69413×1024        | C66H134  | n-Hexahexacontano     |                                                                  |
| 67                     | 2.35738×1025        | C67H136  | n-Heptahexacontano    |                                                                  |
| 68                     | 6.39552×1025        | C68H138  | n-Octahexacontano     |                                                                  |
| 69                     | 1.73603×1026        | C69H140  | n-Nonahexacontano     |                                                                  |
| 70                     | 4.71485×1026        | C70H142  | n-Heptacontano        |                                                                  |
| 71                     | 1.28115×1027        | C71H144  | n-Henheptacontano     |                                                                  |
| 72                     | 3.48297×1027        | C72H146  | n-Doheptacontano      |                                                                  |
| 73                     | 9.47345×1027        | C73H148  | n-Triheptacontano     |                                                                  |
| 74                     | 2.57793×1028        | C74H150  | n-Tetraheptacontano   |                                                                  |
| 75                     | 7.01832×1028        | C75H152  | n-Pentaheptacontano   |                                                                  |
| 76                     | 1.91156×1029        | C76H154  | n-Hexaheptacontano    |                                                                  |
| 77                     | 5.20874×1029        | C77H156  | n-Heptaheptacontano   |                                                                  |
| 78                     | 1.41991×1030        | C78H158  | n-Octaheptacontano    |                                                                  |
| 79                     | 3.87228×1030        | C79H160  | n-Nonaheptacontano    |                                                                  |
| 80                     | 1.05645×1031        | C80H162  | n-Octacontano         |                                                                  |
| 81                     | 2.88336×1031        | C81H164  | n-Henoctacontano      |                                                                  |
| 82                     | 7.87256×1031        | C82H166  | n-Dooctacontano       |                                                                  |
| 83                     | 2.15028×1032        | C83H168  | n-Trioctacontano      |                                                                  |
| 84                     | 5.87532×1032        | C84H170  | n-Tetraoctacontano    |                                                                  |
| 85                     | 1.60591×1033        | C85H172  | n-Pentaoctacontano    |                                                                  |
| 86                     | 4.39100×1033        | C86H174  | n-Hexaoctacontano     |                                                                  |
| 87                     | 1.20103×1034        | C87H176  | n-Heptaoctacontano    |                                                                  |
| 88                     | 3.28613×1034        | C88H178  | n-Octaoctacontano     |                                                                  |
| 89                     | 8.99410×1034        | C89H180  | n-Nonaoctacontano     |                                                                  |
| 90                     | 2.46245×1035        | C90H182  | n-Nonacontano         |                                                                  |
| 91                     | 6.74392×1035        | C91H184  | n-Hennonacontano      |                                                                  |
| 92                     | 1.84752×1036        | C92H186  | n-Dononacontano       |                                                                  |
| 93                     | 5.06282×1036        | C93H188  | n-Trinonacontano      |                                                                  |
| 94                     | 1.38779×1037        | C94H190  | n-Tetranonacontano    |                                                                  |
| 95                     | 3.80518×1037        | C95H192  | n-Pentanonacontano    |                                                                  |
| 96                     | 1.04364×1038        | C96H194  | n-Hexanonacontano     |                                                                  |
| 97                     | 2.86313×1038        | C97H196  | n-Heptanonacontano    |                                                                  |
| 98                     | 7.85685×1038        | C98H198  | n-Octanonacontano     |                                                                  |
| 99                     | 2.15660×1039        | C99H200  | n-Nonanonacontano     |                                                                  |
| 100                    | 5.92107×1039        | C100H202 | n-Hectano             |                                                                  |
| 101                    | 1.62608×1040        | C101H204 | n-Henihectano         |                                                                  |
| 102                    | 4.46671×1040        | C102H206 | n-Dohectano           |                                                                  |
| 103                    | 1.22727×1041        | C103H208 | n-Trihectano          |                                                                  |
| 104                    | 3.37282×1041        | C104H210 | n-Tetrahectano        |                                                                  |
| 105                    | 9.27143×1041        | C105H212 | n-Pentahectano        |                                                                  |
| 106                    | 2.54918×1042        | C106H214 | n-Hexahectano         |                                                                  |
| 107                    | 7.01051×1042        | C107H216 | n-Heptahectano        |                                                                  |
| 108                    | 1.92839×1043        | C108H218 | n-Octahectano         |                                                                  |
| 109                    | 5.30557×1043        | C109H220 | n-Nonahectano         |                                                                  |
| 110                    | 1.46003×1044        | C110H222 | n-Decahectano         |                                                                  |
| 111                    | 4.01866×1044        | C111H224 | n-Undecahectano       |                                                                  |
| 112                    |                     | C112H226 | n-Dodecahectano       |                                                                  |
| 113                    |                     | C113H228 | n-Tridecahectano      |                                                                  |
| ...                    |                     |          |                       |                                                                  |